# Бервінд (Західна Вірджинія)
Бервінд (англ. Berwind) — переписна місцевість (CDP) в США, в окрузі Мак-Дауелл штату Західна Вірджинія. Населення — 188 осіб (2020).

## Географія
Бервінд розташований за координатами 37°15′43″ пн. ш. 81°39′33″ зх. д. / 37.26194° пн. ш. 81.65917° зх. д. (37.262013, -81.659239).  За даними Бюро перепису населення США в 2010 році переписна місцевість мала площу 0,78 км², з яких 0,75 км² — суходіл та 0,03 км² — водойми.

## Демографія
Згідно з переписом 2010 року, у переписній місцевості мешкало 278 осіб у 114 домогосподарствах у складі 80 родин. Густота населення становила 358 осіб/км².  Було 134 помешкання (172/км²).
Расовий склад населення:
| - 92,1 % — білих - 5,8 % — чорних або афроамериканців - 0,4 % — корінних американців |

До двох чи більше рас належало 1,8 %. Частка іспаномовних становила 1,1 % від усіх жителів.
За віковим діапазоном населення розподілялося таким чином: 21,6 % — особи молодші 18 років, 64,7 % — особи у віці 18—64 років, 13,7 % — особи у віці 65 років та старші. Медіана віку мешканця становила 42,2 року. На 100 осіб жіночої статі у переписній місцевості припадало 107,5 чоловіків;  на 100 жінок у віці від 18 років та старших — 103,7 чоловіків також старших 18 років.
Середній дохід на одне домашнє господарство  становив 32 170 доларів США (медіана — 24 464), а середній дохід на одну сім'ю — 36 827 доларів (медіана — 25 089). За межею бідності перебувало 70,9 % осіб, у тому числі 79,2 % дітей у віці до 18 років та 63,6 % осіб у віці 65 років та старших.
Цивільне працевлаштоване населення становило 67 осіб. Основні галузі зайнятості: сільське господарство, лісництво, риболовля — 46,3 %, будівництво — 22,4 %, освіта, охорона здоров'я та соціальна допомога — 20,9 %.